# Rắn cạp nia thông thường
Rắn cạp nia thông thường còn gọi là Cạp nia Ấn Độ hay Cạp nia xanh có danh pháp khoa học Bungarus caeruleus là một loài rắn độc thuộc chi Cạp nia trong họ Rắn hổ. Nó là một trong tứ đại rắn độc gây chết người nhiều nhất ở Ấn Độ. Loài này được Schneider mô tả khoa học đầu tiên năm 1801.

## Hình ảnh

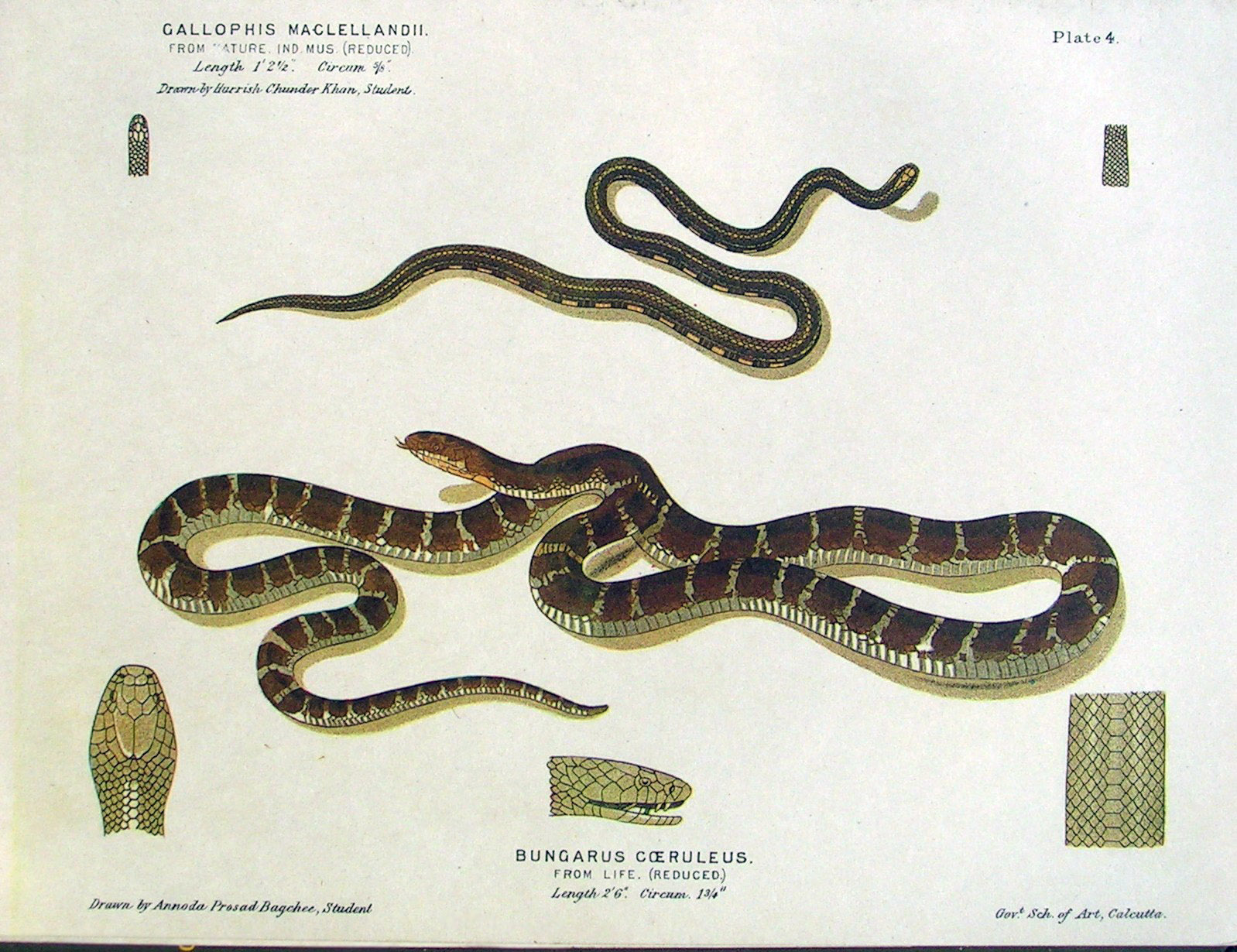
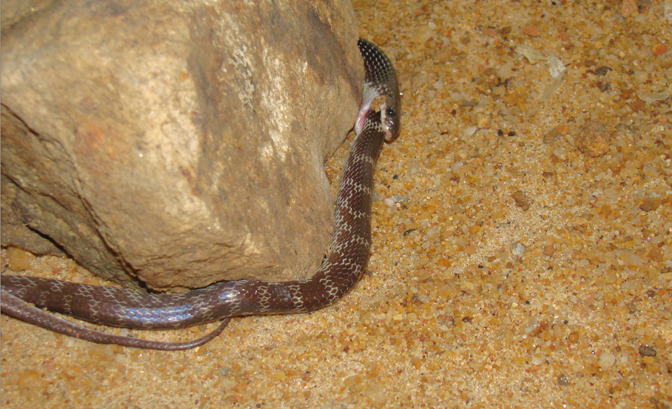